# El lament d'Ícar
El lament d'Ícar (en anglès: The Lament for Icarus) és un quadre del pintor londinenc Herbert James Draper (1863-1920), en el qual apareix el personatge mític Ícar després de la seva caiguda i mort, envoltat de diverses nimfes que es lamenten. Les ales d'Ícar es basen en el plomatge de l'ocell del paradís. El 1898 aquesta obra fou comprada a una exposició de l'Acadèmia Reial mitjançant el Llegat Chantrey, un fons públic destinat a comprar art modern gràcies al mecenatge de Sir Francis Leggatt Chantry, R.A.. Posteriorment, El lament d'Ícar rebé la medalla d'or durant l'Exposició Universal de 1900 que es feu a París.
Segons la investigadora Justine Hopkins, Draper identifica Ícar "amb els altres herois dels prerafaelites i dels simbolistes, que, com ara James Dean mig segle després, miren de viure ràpidament, morir jove, i deixar un cadàver formós".